# As-Saffah
Abu-l-Abbas as Saffah, död 754, var den förste abbasidiske kalifen.
Missnöjet med umayyaderna hade under 700-talet vuxit sig allt starkare. Abbasiderna gjorde anspråk på tronen med hänvising till ett starkare släktskap med profeten genom att föra fram Abbas sonsons son Ibrahim som tronkandidat. Han vann stöd från chorasanierna men tillfångatogs av Marwan II och mördades i fängelset, varefter hans anspråk övertogs av brodern Abu-l-Abbas. Denne lät redan i Kufa 749 utropas till kalif, besegrade Marwan II och fördrev honom. Han antog på grund av sin framgångsrika förföljelse av umayyaderna efter deras fall 750 tillnamnet as-Saffa "blodsutgjutaren".
As-Saffah residerade i Anbar och senare i det av honom anlagda Hachimija. Han efterträddes av sin bror Al-Mansur.